# ⌒
⌒は、幾何学において円における弧（こ）を示すことに使用される記号である。円周上の頂点Aから頂点Bに円弧がある場合に⌒の下にABを記述する。

## 弧
数学、とくに初等幾何学における弧（こ）または円弧（えんこ）とは円周を2点で切断して得られる曲線のことである。円弧を表す標準的な記号は⌒であり、円周上の点Aと点Bとのあいだの円弧は⌒の下にABを置いて {\displaystyle {\begin{array}{c}\frown \\[-9pt]\scriptstyle {\rm {AB}}\end{array}}} と表記される。この記法は、サヴァソルダ著、チボリのプラト訳による1100年頃の数学書 Liber embadorum で既に用いられている。
日本語における読みは「こAB」と対象の点の前に「こ」をつける。

### 使用例
```
円周上の点A、BのABの長さが

  

    

      

        

          

            
A

            
B

          

        

      

    

    
{\displaystyle {\sqrt {AB}}}

  

、A͡Bが

  

    

      

        

          

            
π

            
2

          

        

      

    

    
{\displaystyle {\frac {\pi }{2}}}

  

のときに、∠AOBの角度を求めよ。
```

## 符号位置
| 記号 | Unicode | JIS X 0213 | 文字参照         | 名称 |
| ---- | ------- | ---------- | ---------------- | ---- |
| ⌒    | U+2312  | 1-2-62     | &#x2312; &#8978; | 弧   |

- 文字「⌒」は、日本語文字コードとしては、1978年に制定されたJIS C 6226-1978にはなかった[2]が、1983年に制定されたJIS X 0208-1983で導入された[3]。ただし、弧を端点とともに表す際にはこの記号の下に端点を表す記号を表記する必要があるため、組版により文字を合成して表現する必要がある。合成せずに表記する場合、「⌒AB」と⌒を前置する表記と、「AB⌒」と後置する表記がある。